# Saxifraga tibetica
Saxifraga tibetica är en stenbräckeväxtart som beskrevs av A.S.Losina- Losinskaja. Saxifraga tibetica ingår i Bräckesläktet som ingår i familjen stenbräckeväxter. Inga underarter finns listade i Catalogue of Life.